# Барков, Дмитрий Иванович
Дмитрий Иванович Барков (14 мая 1940 — 26 августа 2013) — советский и российский актёр. Народный артист РСФСР (1984).

## Биография
Родился 14 мая 1940 года в Новороссийске.
В 1960 году окончил театральную студию при Ленинградском театре юных зрителей, педагог Л. Ф. Макарьев
В 1963 году по приглашению художественного руководителя театра И. П. Владимирова вошёл в труппу театра имени Ленсовета, где стал одним из ведущих актеров — играл роли в пьесах У. Шекспира, А. Н. Арбузова, Б. Шоу.
Скончался 26 августа 2013 года. Похоронен на Волковском православном кладбище в Санкт-Петербурге.

## Личная жизнь
- Жена — Наталья Немшилова.
  - Сын — Дмитрий Барков, актёр.
  - Дочь — Алёна Баркова, актриса.

## Признание и награды
- заслуженный артист РСФСР (1973)
- народный артист РСФСР (1984)

## Творчество

### Роли в театре

#### Санкт-Петербургский академический театр имени Ленсовета
- 2005 — «Приглашение в замок» Ж. Ануя
- 2002 — «ФРЕДЕРИК, ИЛИ БУЛЬВАР ПРЕСТУПЛЕНИЙ», по новелле Э.-Э. Шмитта
- 2000 — «Поживём — увидим!», Б. Шоу
- 1997 — «Король, дама, валет» А. Гетмана
- 1981 — «Нечаянный свидетель» по А. Н. Арбузову
- 1980 — «Станция»
- 1979 — «Спешите делать добро»
- 1978 — «Вишнёвый сад», по пьесе А. П. Чехова
- 1977 — «Пятый десяток»
- 1976 — «Интервью в Буэнос-Айресе» Г. А. Боровика
- 1975 — «Нашествие» Л. М. Леонова
- 1975 — «Трубадур и его друзья»
- 1974 — «Люди и страсти»
- 1973 — «Дульсинея Тобосская» А. М. Володина
- 1973 — «Ковалёва из провинции» И. М. Дворецкого
- 1972 — «Двери хлопают»
- 1971 — «Преступление и наказание» Ф. М. Достоевского
- 1970 — «Укрощение строптивой» В. Шекспира
- 1970 — «Хождение по мукам» А. Н. Толстого
- 1968 — «Последний парад»
- 1966 — «Щедрый вечер»
- 1965 — «Мой бедный Марат»
- 1964 — «Ромео и Джульетта» В. Шекспира
- 1964 — «Хрустальный башмачок»

### Фильмография
- 1964 — Кюхля — Пушкин
- 1965 — Туман — Георге
- 1968 — Моабитская тетрадь — Манфредини
- 1973 — Укрощение строптивой — Петруччо
- 1974 — Засекреченный город — Михаил Соколов
- 1974 — Рождённая революцией — Бандит
- 1976 — Белый Бим Чёрное ухо — доктор Александр Петрович
- 1977 — Золотая мина — врач скорой помощи
- 1977 — Кольца Альманзора — эпизод
- 1982 — Пятый десяток (фильм-спектакль)
- 1985 — Грядущему веку — Посол
- 1998 — Улицы разбитых фонарей — Шалимов
- 2001 — 2003 — Чёрный ворон — Золотарев
- 2003 — Агент национальной безопасности 4 — Покровский
- 2003 — Бандитский Петербург. Фильм 6. Журналист — отец Обнорского
- 2004 — Мангуст−2 — Копылов
- 2005 — Фредерик или Бульвар преступлений
- 2007 — Закон зайца — Генерал
- 2007 — Перстень наследника династии — Батя
- 2009 — Группа «Zета». Фильм второй — эпизод